# Corinna Larsen
Corinna zu Sayn-Wittgenstein (nascuda el 1964), amb nom de soltera Corinna Larsen, és una dona de negocis danesa, nacionalitzada alemanya, enllaçada per matrimoni amb l'antiga casa de Sayn-Wittgenstein-Sayn, que ha estat esmentada des del 2006 com la parella a l'ombra del rei Joan Carles I d'Espanya, qui la va conèixer suposadament aquell any en un sopar al castell de Schöckingen, Alemanya.
Es va casar dues vegades; la primera amb Philip J. Adkins, amb qui va tenir el 1992 una filla de nom Anastasia Adkins, però el matrimoni fou anul·lat; la segona (casament civil a Londres el 2000 i religiós a Salzburg el 2001) amb Johann Casimir zu Sayn-Wittgenstein-Sayn, de qui es va divorciar el 2005, i amb qui va tenir un altre fill, Alexander Kyril. Entre tots dos matrimonis va tenir també relacions amb Muck, de la família Flick que controla gran part de la multinacional Mercedes.
Es dedica als negocis i té una intensa vida social en entorns de multimilionaris i famílies reials. Va crear la Fundació "Auténticos" amb Frederick Mostert, Timothy Trainer i Chen Xuemin, dedicada a sensibilitzar contra les xarxes de rentada de diners, càrtels de la droga, paramilitars i contra el treball infantil.
Pilar Eyre al llibre "La soledad de la reina", la descriu com una dona atractiva amb gran influència sobre el Cap d'Estat. El príncep saudita Alwaleed bin Talal, president de la Kingdom Holding Company, hauria rebut el 2007 a Corinna zu Sayn-Wittgenstein a Riad, capital de l'Aràbia Saudita, com a "representant de S.M. el rei Joan Carles I d'Espanya", però un portaveu oficial del palau de la Zarzuela va dir que el rei "no en tenia constància". El 2010 Corinna se suposa que residia amb el seu fill a una torre del Palau Reial d'El Pardo. Aquests fets enllacen amb els problemes legals que han tingut ambdós membres de la parella.
El 2018 en diversos mitjans espanyols parlar de gravacions fetes per José Manuel Villarejo en les que Corinna Larsen parlava de comissions rebudes per Joan Carles I pel contracte del TGV entre Medina i la Meca. Es va investigar per l'Audiència Nacional, que la va arxivar al·legant que no hi havia "indicis racionals de delictes" i que, encara que es provessin els fets, s'haurien produït quan el rei era "inviolable". El ministeri públic suís primer i la Fiscalia Anticorrupció després investiguen el cas. Joan Carles hauria rebut 100 milions de dòlars d'Abdul·lah de l'Aràbia Saudita, ingressats en un compte corrent al banc suís Mirabaud a nom de la fundació panamenca Lucum, de la qual Joan Carles I era l'únic beneficiari, i dels que el 2012 va donar 65 milions a Corinna Larsen, que els va ingressar a la filial d'un altre banc suís a les Bahames.